# 萎软风毛菊
萎软风毛菊（学名：Saussurea flaccida）是菊科风毛菊属的植物，是中国的特有植物。分布在中国大陆的陕西等地，生长于海拔2,700米至2,750米的地区，多生长于山坡和草丛中，目前尚未由人工引种栽培。

## 别名
纤细风毛菊